# Шестерня Цитроэн
Акционерное общество "Шестерня Цитроэн" — российско-французская  компания.  Штаб-квартира компании располагалась в С.-Петербурге.

## История

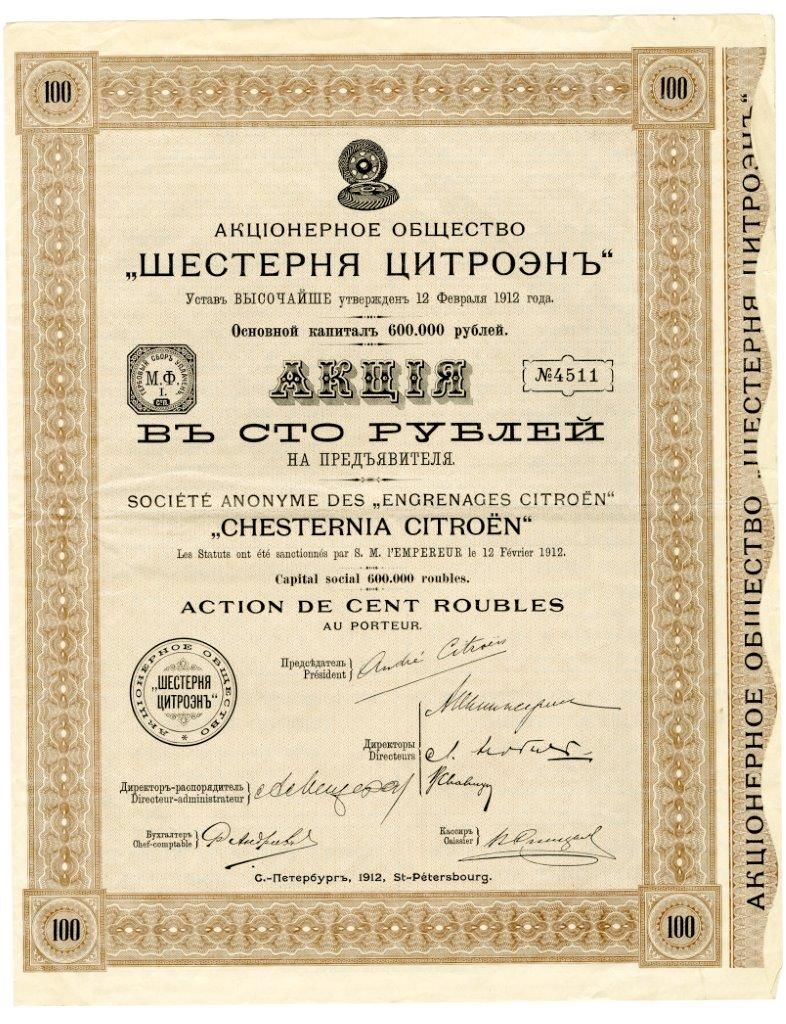
Акция в 100 руб. на предъявителя Акционерного общества "Шестерня Цитроэн" с основным капиталом в 600 тыс. руб. С.-Петербург, 1912 г.

Компания учреждена в 1912 году совместно французской фирмой Андре Ситроена, некоторое время спустя снискавшего всемирную известность в качестве основателя автомобилестроительного гиганта Ситроен, изначально у себя на родине занимавшегося как раз производством зубчатых колес (шестерен) и Обществом Коломенского машиностроительного завода при финансовой поддержке С.-Петербургского международного коммерческого банка.
Как явствует из Высочайше утвержденного 12 февраля 1912 г. Устава, основной капитал Общества составлял 600 тыс. руб., поделенных на 6 тыс. акций в 100 руб. каждая.
Французский предприниматель, инженер, владевший патентом на производство усовершенствованного им шевронного колеса (от профиля шевронной шестерни происходит и эмблема Ситроена), Ситроен нуждался в расширении рынка сбыта своей продукции, тогда как Коломенскому заводу были необходимы высококачественные и доступные по цене комплектующие для выпуска паровозов и прочего железнодорожного подвижного состава. Продукция АО "Шестерня Цитроэн" также широко использовалась в зарождающемся отечественном автомобилестроении. Производство было размещено в Москве, в районе Лефортово, на территории Московского Семёновского сталелитейного завода (работавшего с 1896 г.). В то время в Лефортово располагалось большинство промышленных предприятий города.
Одним из членов Правления Акционерного общества "Шестерня Цитроэн" стал директор-распорядитель и член Правления С.-Петербургского международного коммерческого банка действительный статский советник А. И. Вышнеградский
После произошедшей в результате Октябрьской революции национализации, предприятие Акционерного общества "Шестерня Цитроэн" последовательно называлось "Завод Шестерня-Ситроен-Рессора-Пружина", "Завод им. С. М. Буденного" (в годы гражданской войны здесь выпускались рессоры для знаменитых тачанок конницы Будённого), "Московский завод гидроагрегатов им. С. М. Буденного", "Московский завод гидравлических приводов". В настоящее время предприятие носит название ЗАО «Мосгидропривод» и специализируется на производстве шестеренного насосного оборудования.